# Tridenchthonius parvidentatus
Espèce
Synonymes
- Chthonius parvidentatus Balzan, 1887

Tridenchthonius parvidentatus est une espèce de pseudoscorpions de la famille des Tridenchthoniidae.

## Distribution
Cette espèce se rencontre au Paraguay, en Argentine et au Venezuela.

## Publication originale
- Balzan, 1887 : Chernetidae nonnullae Sud-Americanae, II. Asuncion.